# Carolina Trujillo
Carolina Trujillo Píriz (nascuda el 27 de març de 1970 a Montevideo) és una escriptora i guionista de nacionalitat uruguaiana-neerlandesa.
Trujillo va arribar als Països Baixos a l'edat de sis anys amb la seva mare i la seva germana, com a refugiada política de la dictadura. Va ingressar a l'Acadèmia de cinema a Amsterdam, com a guionista, el 1996. El febrer de 2010 li va ser atorgat el premi BNG per a escriptors joves en llengua neerlandesa (15.000 euros, una estatueta i honor perpetu).

## Llibres
- 1991, De exilios, maremotos y lechuzas.
- 2002, El Bastardo de Mal Abrigo.
- 2009, El Retorno de la Lupe García.[1]
- 2014, El quiebracanto.